# 133296 Federicotosi
133296 Federicotosi è un asteroide della fascia principale. Scoperto nel 2003, presenta un'orbita caratterizzata da un semiasse maggiore pari a 2,7220791 au e da un'eccentricità di 0,1511675, inclinata di 25,04322° rispetto all'eclittica.
Fa parte della famiglia di asteroidi Gallia.
L'asteroide è dedicato all'astronomo italiano Federico Tosi.